# Infected
Infected är den brittiska musikgruppen The Thes tredje album, utgivet 1986.

## Låtlista
Samtliga låtar skrivna av Matt Johnson, om annat inte anges.
1. "Infected" - 4:48
2. "Out of the Blue (Into the Fire)" - 5:12
3. "Heartland" (Matt Johnson/Warne Livesey) - 5:05
4. "Angels of Deception" - 4:37
5. "Sweet Bird of Truth" - 5:21
6. "Slow Train to Dawn" - 4:14
7. "Twilight of a Champion" (Matt Johnson/Roli Mosimann) - 4:23
8. "The Mercy Beat" - 7:19